# Schaffhausen (Schiff, 1913)
Die Schaffhausen war ein 1913 erbautes Schweizer Glattdeckdampfschiff der Schweizerischen Dampfbootgesellschaft für den Untersee und Rhein, das bis 1967 auf dem Untersee und dem Hochrhein verkehrte. Sie war das letzte in Dienst gestellte Dampfschiff der Schweizerischen Dampfbootgesellschaft, die seit 1936 Schweizerische Schifffahrtsgesellschaft Untersee und Rhein heisst, und wurde von Gunnar Hammershaimb konstruiert und von den Gebrüdern Sulzer in Winterthur erbaut.

## Geschichte

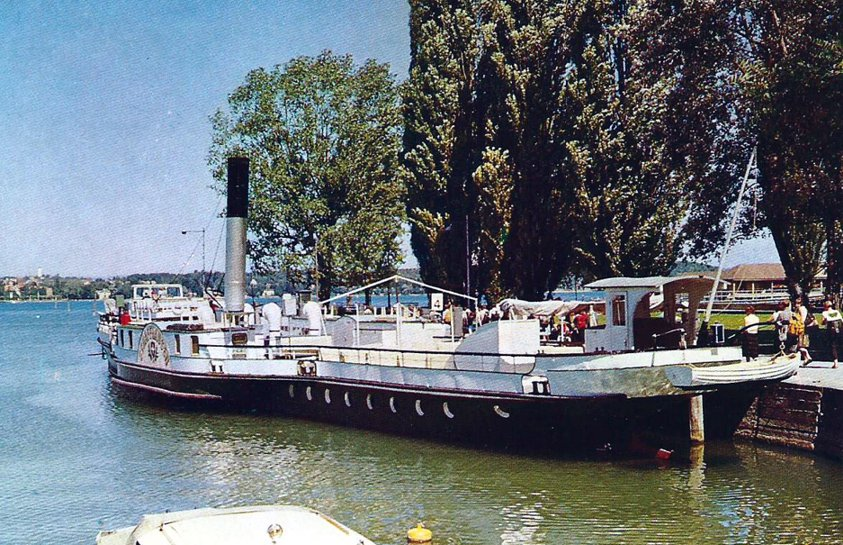
Die Schaffhausen etwa um 1960 in Kreuzlingen

Die Schaffhausen wurde als Ersatz für den kaum noch eingesetzten und 1918 endgültig ausgemusterten GD Arenaberg am 6. Mai 1913 in Dienst gestellt.
Während des Ersten Weltkriegs wurde von den Schweizer Schiffen nur ein beschränkter Kursverkehr gefahren. Im Zweiten Weltkrieg hielt die Schaffhausen zusammen mit der Hohenklingen den Betrieb zwischen Schaffhausen und der provisorischen Endstation Gottlieben aufrecht. Die Kurse endeten in Gottlieben, weil der Konstanzer Seerhein während des Krieges ab Mitte 1941 nicht befahren werden durfte. Aufgrund der Kohleknappheit wurden die Schiffe mit Buchen- und Tannenholz befeuert. Zum Sägen und Spalten waren in Schaffhausen, Stein am Rhein und Gottlieben dauernd zwei Männer beschäftigt. 1953 wurde das GD Schaffhausen von Kohle- auf Ölfeuerung umgestellt.
Nach der Indienststellung des MS Thurgau 1965 wurde die Schaffhausen nur noch selten für Sonderfahrten eingesetzt und 1967 aus dem Betrieb genommen. Am 24. Mai 1967 fuhr das letzte Dampfschiff des Bodensees zum Abbruch nach Romanshorn, wo es im Juni verschrottet wurde. Der Bug des Dampfschiffs steht seit vielen Jahren auf dem Gelände einer Romanshorner Bootswerft.

## Bilder

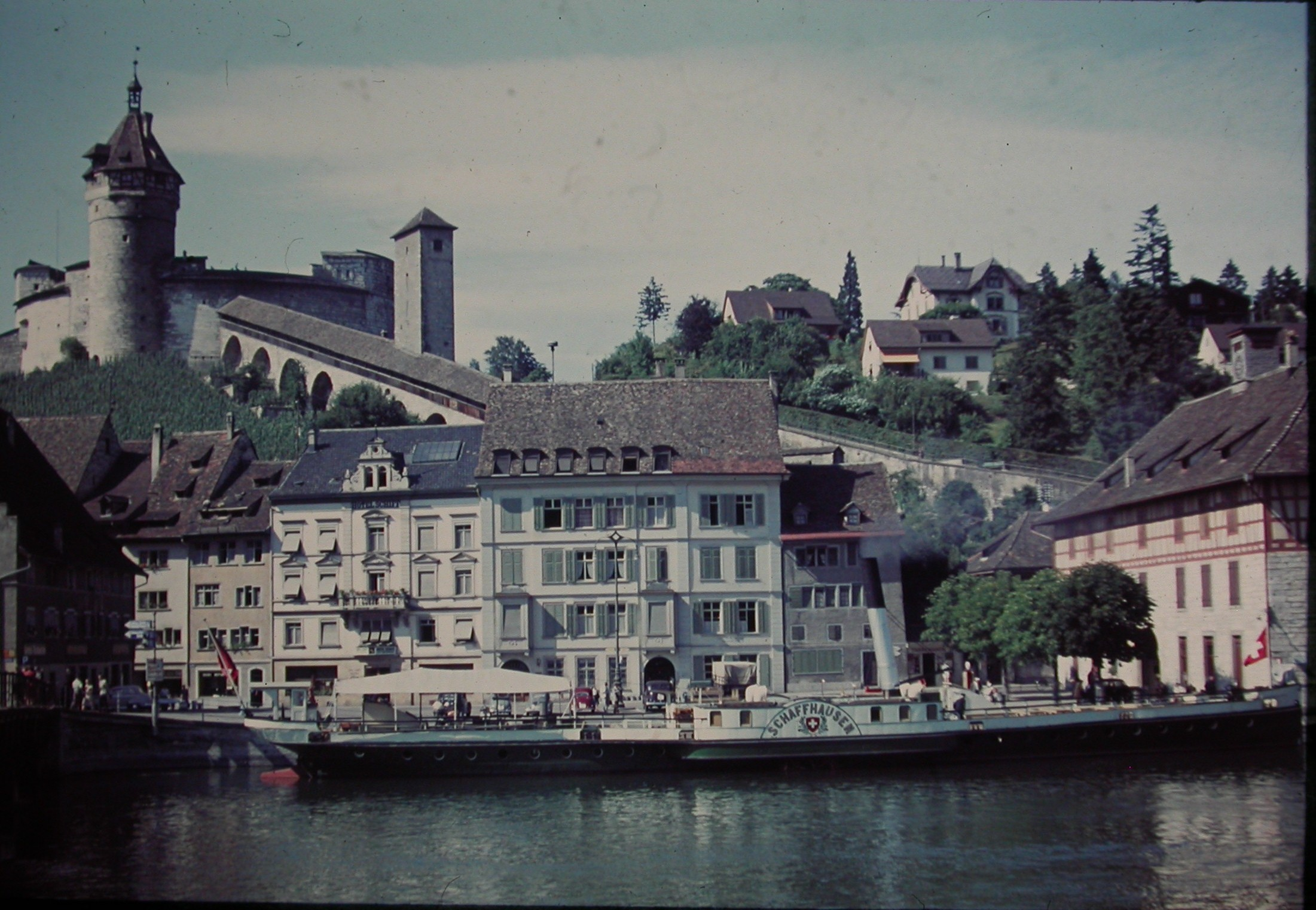
GD Schaffhausen in den 1950er Jahren unterhalb der Festung Munot in Schaffhausen
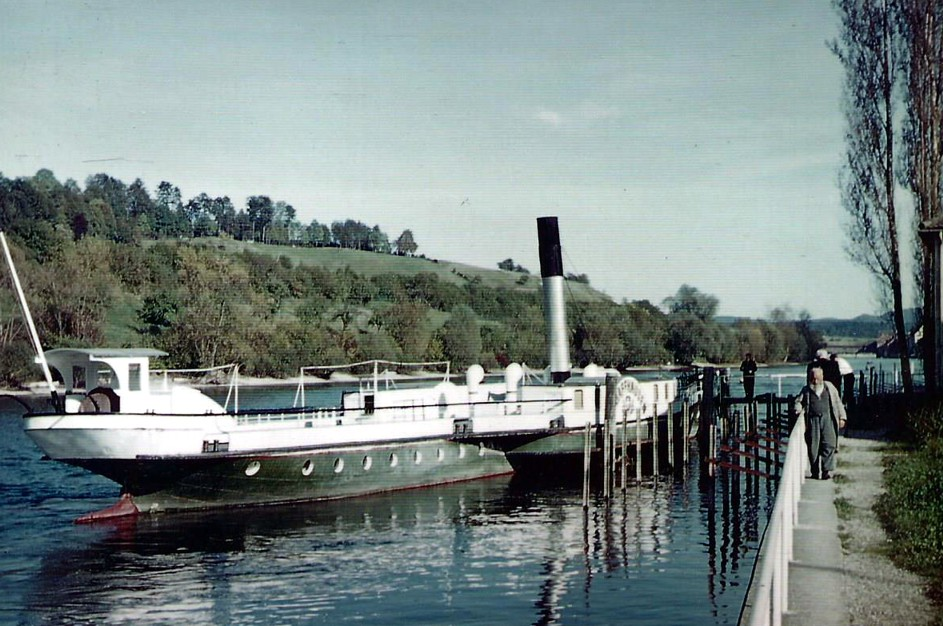
Schaffhausen unterhalb von Diessenhofen beim Kloster St. Katharinental
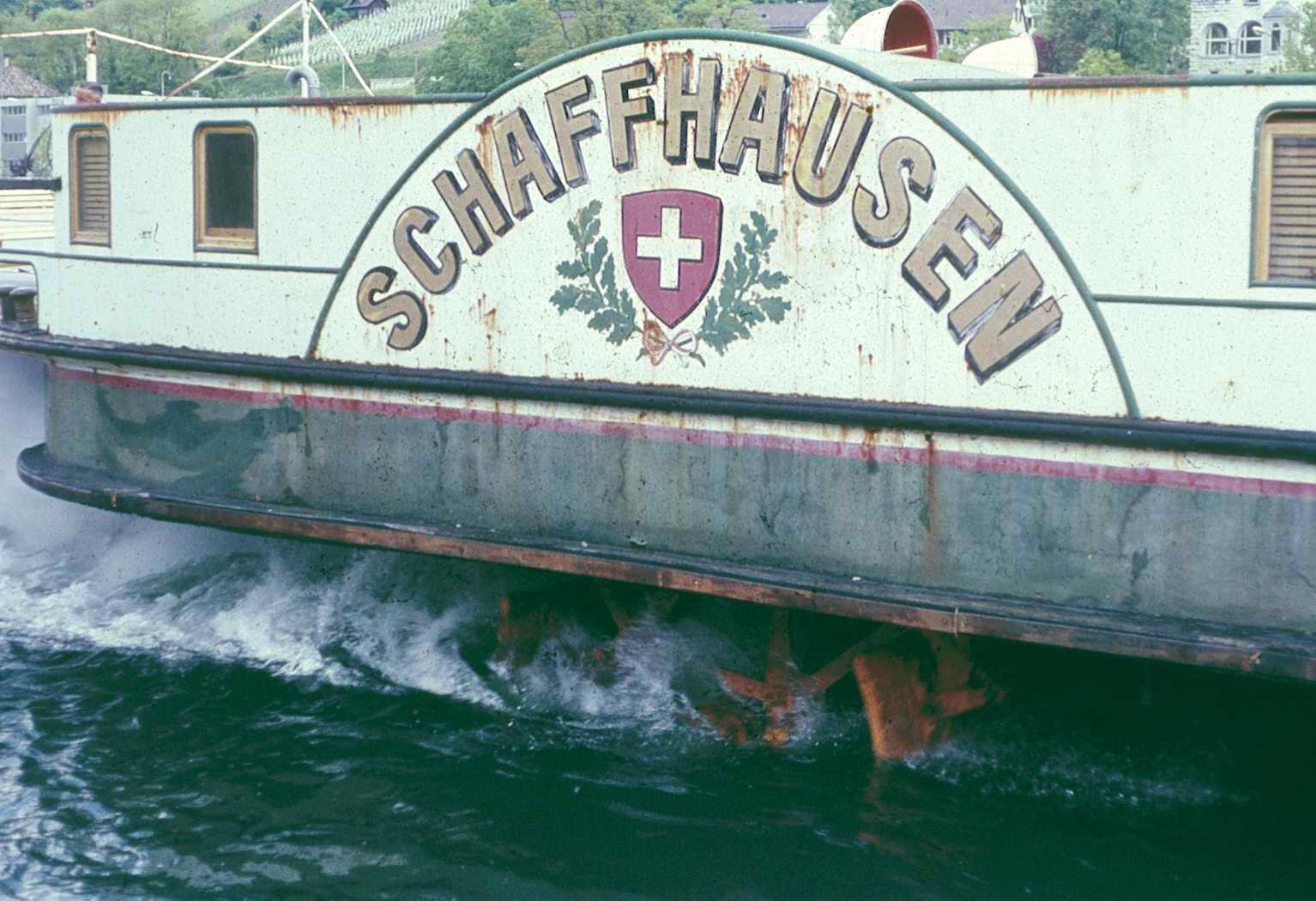
1967 machte die schon erheblich vom Rost gezeichnete Schaffhausen zum letzten Mal Dampf